# Publi Nerati Marcel
Publi Nerati Marcel (en llatí Publius Neratius Marcellus) va ser un magistrat romà del segle ii.
Plini el Jove diu que era un personatge d'alt rang a la cort de l'emperador Trajà. Va ser cònsol romà l'any 104, tal com esmenten els Fasti.